# Bernadette Delarge
 (juin 2010).
Si vous disposez d'ouvrages ou d'articles de référence ou si vous connaissez des sites web de qualité traitant du thème abordé ici, merci de compléter l'article en donnant les références utiles à sa vérifiabilité et en les liant à la section « Notes et références ».
Bernadette Delarge, née Lannoye à Mont-Saint-Guibert en Belgique le 17 août 1931 et décédée à Paris le 21 février 1986, est une éditrice belge.

## L’éditrice
Ayant épousé Jean-Pierre Delarge, président-directeur général des Éditions Universitaires à Paris, elle crée la collection de pédagogie Pour mieux vivre qui comptera dans sa totalité quarante titres. Parmi ceux-ci quatre volumes sous sa signature La Vie et l’Amour (1966-1977), initiation sexuelle adaptée aux divers âges de ses quatre enfants. Ces ouvrages se sont vendus à 400 000 exemplaires en français et ont été traduits en six langues dont l’arabe et le japonais.
Par ailleurs, elle écrit, adapte ou traduit nombre d’albums pour enfants (Cf. Références).

## Le Club Pour mieux vivre
En 1970, réalisant la nécessité pour les femmes de se ressourcer à compter d’une étape de leur vie, elle réunit un premier groupe dans son appartement de la rue de Javel (Paris, 75015) et crée ce club féminin, lui donnant le nom de la collection qu’elle dirige. Elle suscite principalement deux genres d’activités : les groupes d’approfondissement psychologique personnel et les conférences où elle convie des personnalités comme Henri Laborit, inventeur des psychotropes, ou Évelyne Sullerot, sociologue. À partir de 1971, elle assure au club le statut des associations de la loi de 1901. Tout en restant active, elle démissionne de la présidence en 1978.
Ce club prospère et compte aujourd’hui plusieurs centaines de membres ; son siège est actuellement à Paris, avenue Félix-Faure (Paris, 75015 - consultez le site internet).

## La thérapeute
À compter de 1975, elle suit une formation de thérapeute, l’exerce en privé et en institution (« Des impuissants procréent, des cancres passent leur baccalauréat »[Quoi ?]), jusqu’au jour où se déclare le cancer, le 21 octobre 1985.

## Précisions
Le Struwwelpeter de Heinrich Hoffmann a été traduit et adapté en français à plusieurs reprises. Véronique Medard (docteur en Littérature comparée, Université Paris III in « Problèmes de traduction d'une œuvre de littérature de jeunesse : comparaison de trois traductions du Struwwelpeter de Heinrich Hoffmann. ») étudie les modifications, judicieuses ou non, de trois traductions : Pierre L'Ébouriffé de Trim, Pierre L'Ébouriffé de Bernadette Delarge et Le Crasse-Tignasse de Cavanna. Les questions difficiles liées à la forme, aux sonorités, aux jeux de mots de la langue d'origine, à la culture allemande peuvent-elles trouver une solution ? Les choix finaux ne trahissent-ils pas les engagements des traducteurs ?